# Elija Kemboi
Elija Kiprono Kemboi (10 settembre 1984) è un maratoneta keniota.

## Competizioni internazionali
2008
- 13º alla Maratona di Nairobi ( Nairobi) - 2h17'00"

2009
- 21º alla Maratona di Nairobi ( Nairobi) - 2h16'11"
- 18º alla Mezza maratona di Eldoret ( Eldoret) - 1h03'55"

2011
- Oro alla Maratona internazionale della pace ( Košice) - 2h11'15"
- Oro alla Maratona di Anversa ( Anversa) - 2h11'15"
- 24º alla Maratona di Eldoret ( Eldoret) - 2h22'53"

2012
- 4º alla Maratona internazionale della pace ( Košice) - 2h07'51"
- 10º alla Maratona di Barcellona ( Barcellona) - 2h12'15"

2013
- Bronzo alla Maratona di Francoforte ( Francoforte sul Meno) - 2h07'34"
- Bronzo alla Maratona di Mumbai ( Mumbai) - 2h10'03"
- Argento alla Maratona di Helsinki ( Helsinki) - 2h23'11"
- Argento alla Mezza maratona di Porto ( Porto) - 1h02'19"

2014
- 5º alla Maratona di Amsterdam ( Amsterdam) - 2h09'21"
- 4º alla Maratona di Daegu ( Taegu) - 2h07'43"
- Bronzo alla Maratona di Asunción ( Asunción) - 2h25'09"

2015
- 6º alla Maratona di Varsavia ( Varsavia) - 2h08'29"

2016
- Argento alla Maratona internazionale della pace ( Košice) - 2h09'24"

2017
- 10º alla Maratona di Valencia ( Valencia) - 2h09'56"

2018
- Argento alla Maratona di Linz ( Linz) - 2h11'30"
- Oro alla Maratona di Sydney ( Sydney) - 2h13'37"
- Oro alla Maratona di Macao ( Macao) - 2h15'18"

2019
- 4º alla Maratona di Sydney ( Sydney) - 2h12'55"
- 6º alla Maratona di Singapore ( Singapore) - 2h24'20"